# Olapade Adeniken
Olapade Adeniken (* 19. August 1969 in Oshogbo) ist ein ehemaliger nigerianischer Sprinter, dessen Spezialstrecken der 100- und 200-Meter-Lauf waren.

## Sportliche Erfolge
Adeniken nahm an drei Olympischen Sommerspielen (1988, 1992, 1996) teil und feierte seinen größten Erfolg mit dem Gewinn der Silbermedaille in der 4-mal-100-Meter-Staffel bei den Spielen von Barcelona 1992. Gemeinsam mit Chidi Imoh, Oluyemi Kayode und Davidson Ezinwa musste sich Adeniken dabei in 37,98 s nur dem US-amerikanischen Team um Carl Lewis und Leroy Burrell (37,40 s) geschlagen geben.
Ebenfalls Silbermedaillen gewann Adeniken bei den Leichtathletik-Weltmeisterschaften 1997 in Athen mit der Staffel sowie bei der Sommer-Universiade 1989 in Duisburg im 100-Meter-Lauf.

## Besonderheiten
Adeniken war der erste Afrikaner, der die 10-Sekunden-Grenze im 100-Meter-Lauf unterbot.

## Bestzeiten
- 100-Meter-Lauf – 9,95 s (1994)
- 200-Meter-Lauf – 20,11 s (1992)

## Sonstiges
Bei einer Körpergröße von 1,86 m betrug Adenikens Wettkampfgewicht 78 kg.